# Aliaksandr Bury
Aliaksandr Bury (en cyrillique : Аляксандр Буры), né le 14 septembre 1987 à Minsk, est un joueur de tennis professionnel biélorusse. Il est aussi connu sous son nom anglicisé Alexander Bury, notamment utilisé au début de sa carrière.
Il a remporté un titre ATP en double.

## Carrière
Il joue principalement en double avec son compatriote Sergey Betov. Ils remportent leur premier titre Challenger à Tioumen en 2013. L'année suivante, ils s'imposent à Astana, Samarcande, Karchi, Ferghana, Portorož et Ortisei.
En 2015, ils se qualifient pour le tournoi de Wimbledon où ils atteignent le second tour. En août, Aliaksandr Bury remporte son premier titre ATP avec Denis Istomin à Gstaad.

## Palmarès

### Titre en double messieurs
| No | Date       | Nom et lieu du tournoi | Catégorie | Dotation  | Surface      | Partenaire    | Finalistes                         | Score            |          |
| -- | ---------- | ---------------------- | --------- | --------- | ------------ | ------------- | ---------------------------------- | ---------------- | -------- |
| 1  | 27-07-2015 | Swiss Open Gstaad      | ATP 250   | 439 405 € | Terre (ext.) | Denis Istomin | Oliver Marach Aisam-Ul-Haq Qureshi | 3-6, 6-2, [10-5] | Parcours |

## Parcours dans les tournois duGrand Chelem

### En simple
N'a jamais participé à un tableau final.

### En double
| Année | Open d'Australie              | Open d'Australie         | Internationaux de France   | Internationaux de France  | Wimbledon                   | Wimbledon                   | US Open                   | US Open                |
| ----- | ----------------------------- | ------------------------ | -------------------------- | ------------------------- | --------------------------- | --------------------------- | ------------------------- | ---------------------- |
| 2015  | —                             | —                        | —                          | —                         | 2e tour (1/16) S. Betov     | A. Peya B. Soares           | 2e tour (1/16) D. Istomin | D. Inglot R. Lindstedt |
| 2016  | 1er tour (1/32) D. Istomin    | T. C. Huey Max Mirnyi    | 1er tour (1/32) D. Istomin | M. Matkowski Leander Paes | 1er tour (1/32) I. Zelenay  | W. Koolhof M. Middelkoop    | —                         | —                      |
| 2017  | 1er tour (1/32) Paolo Lorenzi | Raven Klaasen Rajeev Ram | —                          | —                         | 1er tour (1/32) Ariel Behar | Marcus Daniell M. Demoliner | —                         | —                      |

N.B. : le nom du ou de la partenaire se trouve sous le résultat ; le nom des ultimes adversaires se trouve à droite.

## Classements en fin de saison
| Année          | 2006 | 2007 | 2008 | 2009 | 2010 | 2011 | 2012 | 2013 | 2014 | 2015 | 2016 | 2017 |
| Rang en double | 872  | 1224 | 827  | 878  | 413  | 224  | 289  | 253  | 92   | 60   | 84   | 148  |

Source : (en) Classements de Aliaksandr Bury sur le site officiel de la Fédération internationale de tennis